# Evangelische Kirche (Haiger-Weidelbach)

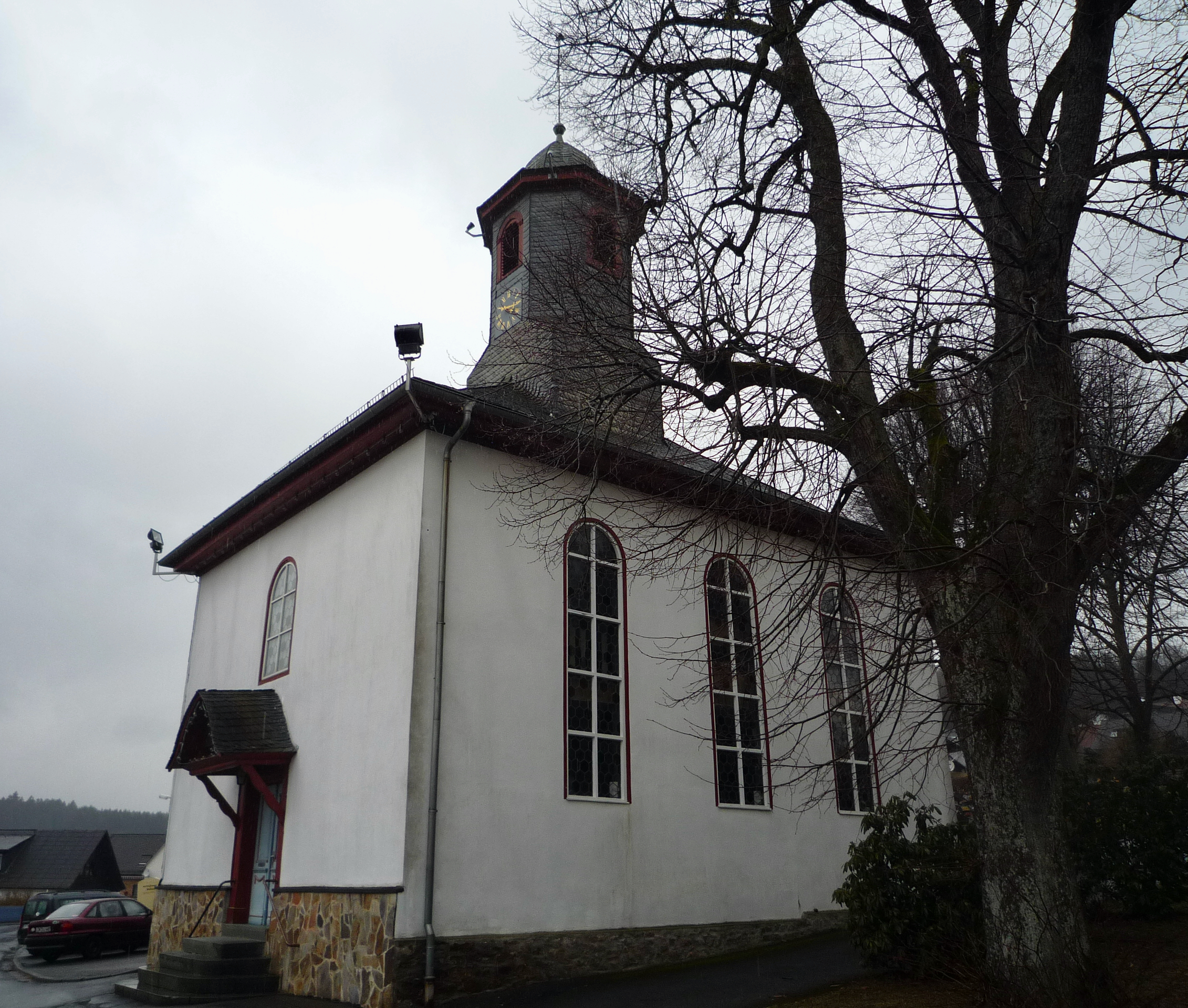
Evangelische Kirche in Weidelbach

Die Evangelische Kirche Haiger-Weidelbach ist ein denkmalgeschütztes Kirchengebäude, das in Weidelbach steht, einem Stadtteil der Stadt Haiger  im Lahn-Dill-Kreis in Hessen. Die Kirche gehört zur Kirchengemeinde Oberrossbach im Dekanat an der Dill in der Propstei Nord-Nassau der Evangelischen Kirche in Hessen und Nassau.

## Beschreibung
Die barocke Saalkirche aus Holzfachwerk auf fast quadratischem Grundriss wurde 1817 anstelle einer Kapelle gebaut. Das Holzfachwerk wurde verputzt oder hinter Schiefer gelegt, sodass es von außen nicht mehr sichtbar ist. Aus dem Walmdach erhebt sich ein quadratischer Dachreiter, der einen achteckigen Aufsatz hat, der die Turmuhr und den Glockenstuhl, in der zwei Kirchenglocken hängen, beherbergt. Er ist bedeckt mit einer glockenförmigen Haube. 
Der Innenraum ist mit einer Flachdecke mit Vouten zu den Wänden überspannt. Die Brüstungen der dreiseitigen Emporen sind mit der Darstellung der Evangelisten bemalt. Die Brüstung an der Empore an der Südseite zeigt eine Darstellung von Jesus Christus und der Taufe Jesu. 
Die Kirchenausstattung, wie der Altar im Norden, die Kanzel mit ihrem aufwendig bekrönten Schalldeckel und die Kirchenbänke stammen aus der Bauzeit. Die Orgel mit fünf Registern, einem Manual und Pedal wurde 1993 von der Förster & Nicolaus Orgelbau gebaut.